# Theodor Fischer (Kunsthändler)

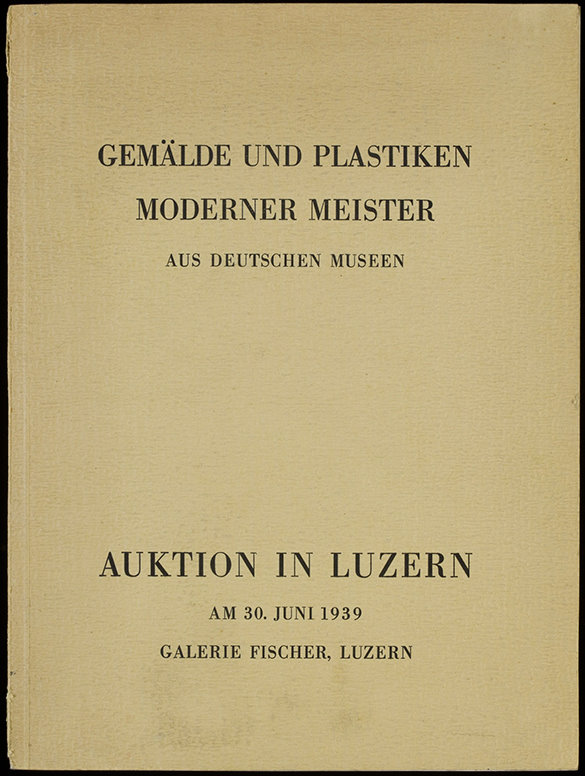
Katalog der Versteigerung von 1939

Theodor Fischer (* 27. Februar 1878 in Luzern; † 5. Juni 1957) war ein Schweizer Kunsthändler.

## Leben
Theodor Fischer war eigentlich ausgebildeter Lehrer. Er arbeitete zunächst bei der Galerie Bosshard in Luzern, dann bei Paul Cassirer in Berlin. 1907 eröffnete er in Luzern die Galerie Fischer, in den 1920er Jahren bestand auch eine Filiale in Berlin. Ab 1921 veranstaltete die Firma auch Kunstauktionen.
Fischer führte am 30. Juni 1939 im Auftrag der deutschen Regierung eine grosse Auktion mit im Zuge der Aktionen gegen die «Entartete Kunst» aus deutschen Sammlungen entfernten Objekten durch. Er war eine der zentralen Figuren beim Handel mit NS-Raubkunst in der Schweiz, so machte er u. a. Geschäfte mit Karl Haberstock, Walter Andreas Hofer, Hans Posse, Hans Wendland, Emil Georg Bührle und Karl W. Bümming. Der ebenfalls deutschstämmige Adlige Nikolaus von Rumänien zählte zu den Käufern.
Seine beiden Söhne Arthur (1905–1981) und Paul Fischer (1911–1976) waren mit im Geschäft tätig und übernahmen die Firma nach seinem Tode, heute wird sie vom Enkel Kuno Fischer (* 1973) fortgeführt.